# Stu Hamm
Stuart "Stu" Hamm (ur. 8 lutego 1960 w Nowym Orleanie) – amerykański gitarzysta basowy, kompozytor, producent muzyczny. Znany ze współpracy z takimi wykonawcami jak: Joe Satriani oraz Steve Vai i Frank Gambale.
Stu Hamm urodził się w roku 1960, był najmłodszym z trojga braci. Muzyka towarzyszyła mu przez całe dzieciństwo. Nie powinno być to, zatem niespodzianką, że posiada swój własny styl już od początków grania. Jego ojciec był znanym teoretykiem muzyki, wydał na świat bardzo wiele różnych książek odnoszących się do amerykańskiej muzyki rozrywkowej. Jego matka była śpiewaczką operowa, jak również sama dawała lekcje śpiewu. Jego starsi bracia również kształcili się w grze na różnych instrumentach i wystawiali go na „działanie” wielu gatunków muzycznych. Poczynając od klasyki poprzez jazz do rocka.
Swoją karierę zaczynał już w dzieciństwie w rodzinnym mieście Champaign w stanie Ilinoiis. Początkowo grał na pianinie i flecie. Po pewnym czasie zakupił gitarę basową i to był prawdziwy początek jego muzycznej drogi. Po podstawówce poszedł do liceum muzycznego, po jego ukończeniu, kontynuował naukę w tym kierunku na studiach muzycznych, aby dalej doskonalić swoją grę na basie. W owym czasie był zafascynowany muzyką zespołu „YES”.
Stu postanowił zrobić użytek z umiejętności zdobytych w dzieciństwie i zaczął „przekładać” utwory grane na pianinie, na gitarę basową (z tego właśnie okresu wywodzi się utwór „Sonata księżycowa” grana na basie). Wkrótce po zakończeniu liceum został przedstawiony słynnemu Steve'owi Vaiowi.
Podczas pewnego koncertu poznał się z Jaco Pastoriusem. Wtedy uznał go za swojego idola. Hamm po kilku semestrach na studiach (uczęszczał do Akademii muzycznej w Bostonie - jednej z najbardziej prestiżowych szkół muzycznych w Ameryce) postanowił przerwać studia I wyruszył w trasę ze swoim pierwszym zespołem grającym kawałki Elvisa Presleya. Po roku gry postanowił powrócić na studia, lecz tylko na jeden semestr. Po paru latach pracy nad swoim warsztatem muzycznym, rozpoczął prace z Vaiem, czego wynikiem był album „Flex-Able”.
Następnie został przedstawiony nauczycielowi Vaia, Joemu Satrianiemu. Pod jego okiem odnalazł swoje zainteresowanie do gitary solowej, grywał czasem z Vaiem i Satrianim. Od roku 1980 koncertował i nagrywał z obydwoma artystami jak również ze słynną grupą G3. Od momentu, gdy zaczął koncertować z Vaiem wydał bardzo wiele płyt. Niektóre z nich to:

## Wybrana dyskografia
Solo
- Radio Free Albemuth (1988, Relativity Records)
- Kings of Sleep (1989, Combat Records)
- The Urge (1991, Relativity Records)
- Outbound (2000, Favored Nations Records)
- Live Stu X 2 (2007, Stuart Hamm)
- Just Outside of Normal (2010, Stuart Hamm)

## Wideografia
- Slap, Pop & Tap For The Bass (VHS, 1987, Hot Licks Productions)
- Deeper Inside the Bass (VHS, 1988, Hot Licks Productions)

## Literatura przedmiotu
- Stuart Clayton, Stuart Hamm Bass Transcriptions: Outbound and Beyond, 2008, Bassline Publishing, ISBN 978-0-9557981-5-3